# Masahiko Takeshita
Pour les articles homonymes, voir Takeshita.
Le lieutenant-colonel Masahiko Takeshita (竹下正彦, Takeshita Masahiko), né le 15 novembre 1908 à la Préfecture d'Ōita et mort le 23 avril 1989, est un militaire japonais, chef de la section des affaires internes du bureau des affaires militaires de l’armée impériale japonaise durant la Seconde Guerre mondiale. En août 1945, il participe à la préparation d’un coup d’État en compagnie du major Kenji Hatanaka et d’une poignée d’autres officiers avec l’intention d'empêcher la diffusion du discours de capitulation de l’empereur Hiro Hito.
En tant qu’officier au rang le plus élevé impliqué dans le « coup », il agit à l’occasion comme meneur du groupe. Il estime, comme ses co-conspirateurs et beaucoup d’autres, que l’empereur Hirohito doit être séparé de ses conseillers qui cherchent la paix et convaincu de changer d’avis. Ils pensent que les coûts pour repousser une invasion terrestre des alliés ne seraient pas dévastateurs et qu’en dernier ressort, le Japon serait en meilleure situation sous un régime militaire avec son beau-frère, le ministre de la guerre Korechika Anami, comme shogun.
Takeshita, qui entretient une proche relation avec Anami, fait partie des rares officiers qui ont l’oreille du ministre ; Anami considère Takeshita comme l’un de ses plus proches confidents et c’est donc par son intermédiaire que les rebelles obtiennent l’essentiel de leurs informations et influence. Finalement, cependant, Anami fait valoir que même s’il est sympathisant de la cause des rebelles, il ne s’opposera pas activement aux vœux de l’empereur. Bien qu’étant à ce point dépositaire de la confiance du ministre, Takeshita est parfois incertain des véritables vues d’Anami relativement au « coup ».
Dans l’après-midi du 15 août, Anami annonce officiellement aux conspirateurs que le cabinet a décidé de mettre un terme à la guerre. Le cabinet a pris sa décision à l’unanimité ce qui signifie qu’Anami a cédé. Confronté à l’opposition désormais officielle du cabinet et la perte définitive de toute aide qu’aurait pu fournir le général Anami, Takeshita se retire du complot avec le colonel Okikatsu Arao.
Tôt au matin du 15 août 1945, le major Hatanaka s’entretient avec Takeshita et tente une dernière fois de le convaincre de rejoindre la rébellion et de s’assurer du soutien du général Anami. Takeshita refuse et se rend compte, étant donné les circonstances, qu’Anami va probablement essayer de se suicider. Il se rend au domicile du général et agit en tant que kaishakunin, assistant, au seppuku de son beau-frère.
Contrairement à plusieurs de ses complices, Takeshita survit aux événements du 15 août et, en 1968, est chef du collège de commandement et de l'État-major général, avec le rang de général des Forces japonaises d'autodéfense.

## Source de la traduction
- (en) Cet article est partiellement ou en totalité issu de l’article de Wikipédia en anglais intitulé « Masahiko Takeshita » (voir la liste des auteurs).